# Лібертаріанська партія «5.10»

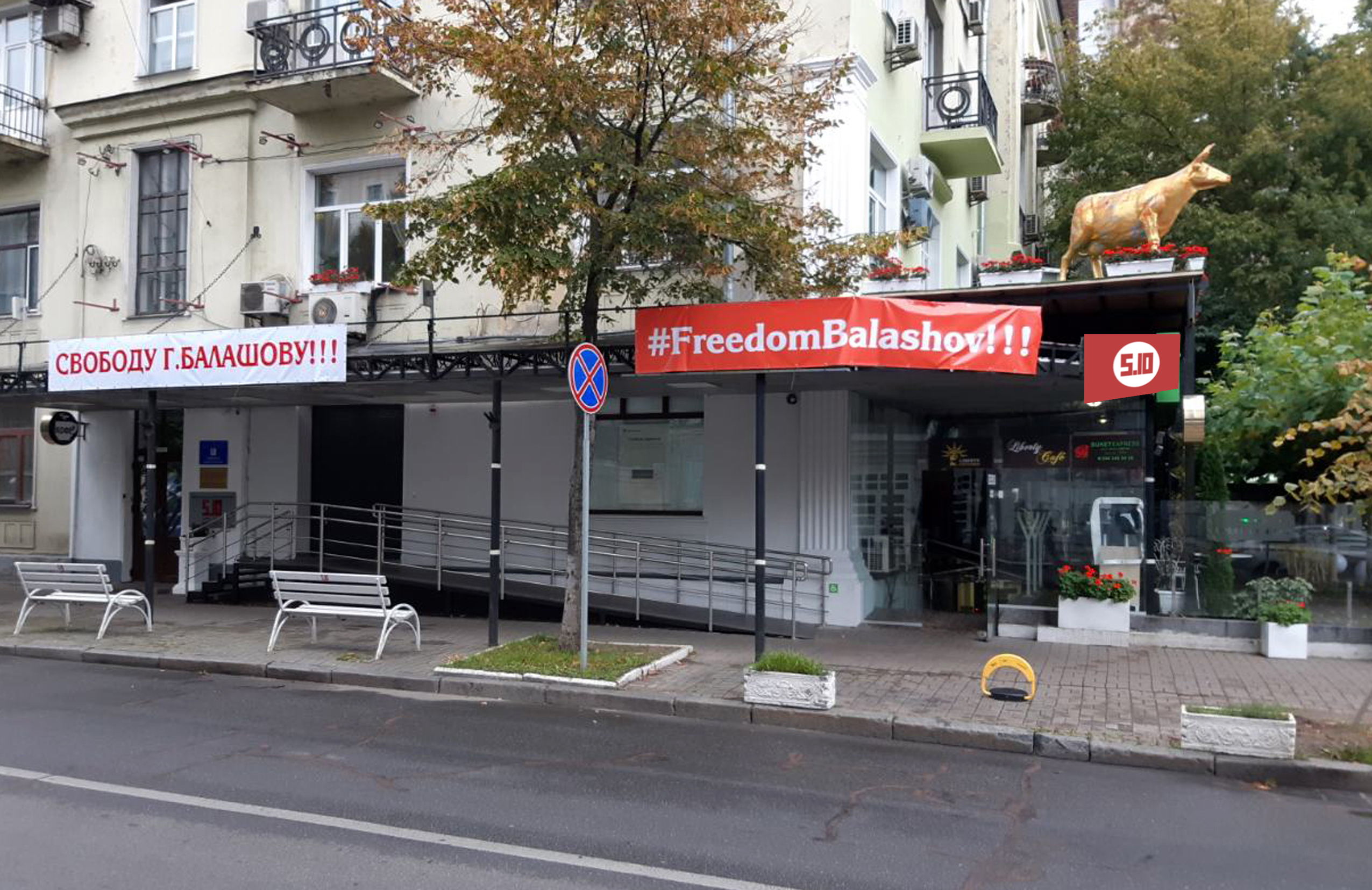
Україна, місто Київ, офіс партії 5.10 вересня 2021 рік. Свободу Геннадію Балашову.

Лібертаріанська партія «5.10» — українська лібертаріанська політична партія, зареєстрована 20 березня 2014 року. Керівник партії — український політик та блогер Геннадій Балашов.

## Ідеологія
Партія пропонує скасувати всі податки (ПДВ, акцизи і мита) та запровадити два нові: 5 % з продажу, які платить покупець, і 10 % соціального податку, що платить отримувач зарплатні або доходу. Також пропонується запровадити вільний обіг валют, дозвіл розрахунків в Україні будь-якою валютою без обмежень. Податковим агентом в системі має стати продавець.
|                    | Держава повинна перестати контролювати економічні відносини громадян! Держава повинна не заважати заробляти, а сприяти! Держава, геть з економіки! Наша країна першою в світі може відмовитися від бюрократичних рогаток, створивши найвільнішу економіку з системою 5/10, де громадянин буде наділений всією повнотою справжньої економічної свободи. Ми можемо стати найбагатшим народом у світі всього за одне покоління! |
| — Геннадій Балашов | |

Партія дотримується лібертаріанських ідей, а саме мінархізму. За словами лідера партії, обмеження функцій державного апарату призведе не тільки до рекордного економічного росту, але й припинить корупцію.

## Програма
Програма партії передбачає зменшення бюрократії в державі, знищення дозвільної системи. Мінімізація податків, щоб громадяни могли їх оплачувати і щоб ці податки стимулювали підприємницьку діяльність, були зручними для розрахунку і привабливими для інвестицій з усього світу.
Програма діяльності партії спирається на десять пунктів:
1. Скасування всієї податкової системи України, а замість неї введення двох податків: 5 % податок з покупки і 10 % соціальний збір (податок на заробітну плату або виведений капітал з підприємства).
2. Скасування обмеження на обіг валют. Розрахунки проводяться в будь-якій зручній громадянам валюті. Гривня буде прив'язана до долара, а держава не контролюватиме обмінний курс валют.
3. Відкриття економічних кордонів, скасування податкових і митних зборів. Митники будуть контролювати тільки ввезення зброї і наркотиків.
4. Свобода власності і розпорядження землею, кожен громадянин України стане повноправним власником своєї землі: нерухомість буде прив'язана до землі, а весь земельний фонд буде знаходиться в єдиному електронному реєстрі, до якого буде мати відкритий доступ будь-який громадянин. Без дозволів з будь-яких інстанцій ви зможете розпоряджатися землею, вільно вирішуючи, продати, здати в оренду, займатися на ній сільським господарством, садівництвом, виробництвом.
5. Кредитування без обмежень Нацбанку. Ліквідація повноважень Нацбанку дозволить будь-яким іншим банкам кредитувати економіку, підприємництво і громадян. Громадяни отримають доступ до недорогих іноземних кредитів і самі обиратимуть, у кого їх брати на найвигідніших умовах.
6. Повідомна система. Нотаріальна заява — і кожен може займатися бізнесом або громадською діяльністю. Все, що не заборонено законами — дозволено.
7. Контрактна армія, вільне володіння зброєю. Військовим буде дана можливість вільно розпоряджатися бюджетами армії і купувати озброєння з будь-яких підприємств і країн світу. Кожен громадянин України буде зобов'язаний проходити ази військової підготовки та цивільної оборони, державою буде надана можливість мати у себе вдома будь-яку стрілецьку зброю.
8. Страхова медицина. Всі навчальні заклади передаються під управління педагогічних колективів, гроші будуть перераховуватися за кожного підготовленого школяра і студента, а ціна буде залежати від рейтингу.
9. Пенсійний фонд буде отримувати гроші від 10 % соціального податку. Зможе вкладати гроші в акції корпорацій усього світу.
10. Громадяни України — власники корисних копалин своєї землі.

Сам Балашов заявляє, що з системою «5.10» Україна здійснить економічне диво, як це свого часу зробили різні країни. За його планом, введеня цих змін усуне причини корупції, детінізує українську економіку, створить сприятливі умови для іноземних інвестицій. У приклад лідер партії приводить такі країни, як Сінгапур, Монако, ОАЕ, Сполучені Штати Америки 19 сторіччя та ряд інших країн світу.

## Історія

### Вибори Президента України 2014

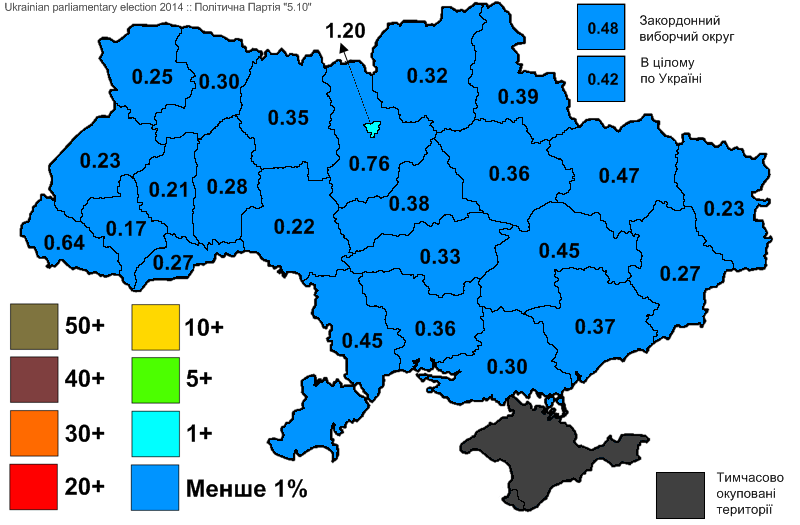
Результати виборів до ВР України. 2014 рік.

На виборах Президента України 2014 року партія підтримувала Порошенка, оскільки його передвиборчою програмою було швидке завершення російсько-української війни, друга причина — щоб на виборах не перемогла Юлія Тимошенко.
2014 року київська частина партії брала участь у виборах до Київської міської ради, а Балашов — також і у виборах міського голови. Він посів сьоме місце зібравши 2,02 % голосів.

### Парламентські вибори 2014
Брала участь у парламентських виборах 2014 року, посіла 14-те місце з 0,42 % голосів (67,124 виборці).

### Вибори Президента України 2019
19 вересня 2018 року Балашов заявив про намір висунути свою кандидатуру на вибори президента України 31 березня 2019 року. Він закликав прихильників профінансувати його передвиборчу кампанію. У звітах партії зазначалося, що на початок 2019 року було зібрано 1,2 млн грн. Це 47 % від застави (2,5 млн грн), яку має внести кандидат до ЦВК для реєстрації. Балашов зобовязався докласти решту із власних грошей. На виборах за Балашова проголосувало 0,17 % виборців (32 872 особи).

### Парламентські вибори 2019
Партія участь у виборах не брала.

## Критика
Існує точка зору[чия?], що розміру десятивідсоткового соціального податку не вистачить для соціальної підтримки вразливих верств населення, перш за все пенсіонерів, які становлять найбільше навантаження для бюджету. Але згідно з поясненнями Балашова, в майбутньому планується скасувати пенсійну систему в такому вигляді, як вона існує тепер. Він вважає, що люди до 40 років повинні самі забезпечити свою старість чи то за допомогою депозитних накопичень чи за допомогою приватних пенсійних фондів. Внески в пенсійні фонди будуть добровільними. Державою буде виплачуватись тільки мінімальна сума необхідна для прожиття в розмірі 500 доларів США.
Також критиці піддається ідея податку в 5 % з обороту, а не з прибутку, що при декількох оборотах підвищує сумарний податок на продукцію. Такої точки зору дотримувався, наприклад Каха Бендукідзе, який назвав податкову частину програми 5.10 «дурнею» і «шкідливою ідеєю».
На підтримку системи «5.10» виступає відомий український економіст Володимир Лановий.

## Відомі члени партії
- Геннадій Балашов — Народний Депутат України III-го скликання[14], підприємець.
- Богдан Кобрин — колишній президент ФК «Карпати».
- Олександр Онищенко — колишній член «Партії регіонів», бізнесмен і нафтогазовий трейдер[15].
- Михайло Федоров — колишній член партії, кандидат в народні депутати під час парламентських виборів в Україні 2014 від партії «5.10»[16]. З 2019 року віцепрем'єр-міністр і міністр цифрової трансформації України[17] від партії «Слуга народу»